# Sanofi
Sanofi (до лета 2011 года Sanofi-Aventis) — французская транснациональная фармацевтическая компания. Является одной из лидирующих мировых фармацевтических корпораций.
Sanofi работает более чем в ста странах. Штаб-квартира компании находится в Париже. В списке крупнейших компаний мира Forbes Global 2000 за 2021 год Sanofi заняла 72-е место (237-е по размеру выручки, 32-е по чистой прибыли, 274-е по активам и 101-е по рыночной капитализации).

## История
История компании Sanofi началась в 1973 году, когда у государственной нефтяной компании Elf Aquitaine (в 2000 году объединившаяся с Total) было образовано подразделение фармацевтики, косметики и кормов для животных. Первоначально это подразделение состояло из группы поглощённых компаний, но к 1979 году под руководством Рене Сотье (René Sautier), главы подразделения, была сформирована централизованная фармацевтическая компания. В первой половине 1980-х годов Sanofi вышла на рынки США и Японии. В 1983 году у компании появился крупнейший во Франции исследовательский центр в области биотехнологий. В 1999 году Sanofi, на тот момент вторая крупнейшая фармацевтическая компания Франции, объединилась с третьей, Synthélabo, контролируемой L’Oréal. Объединённая компания получила название Sanofi-Synthélabo, её основными акционерами были L’Oreal и Total; после слияния были проданы подразделения косметики и ветеринарной продукции.
Aventis была образована в 1999 году, когда Rhône-Poulenc S.A. объединился с Hoechst Marion Roussel. Объединённая компания базировалась в Шилтигайме (Schiltigheim), вблизи Страсбурга, Франции. Сельскохозяйственное подразделение Rhône-Poulenc, известное как Aventis CropScience, после слияния с Hoechst, было продано Bayer в 2002 году. В 1998 году химическое подразделение Rhône-Poulenc было выделено в независимую компанию Rhodia.

Логотип компании Sanofi-Aventis

20 августа 2004 года компании Sanofi-Synthelabo и Aventis объединились. С этого времени Sanofi-Synthelabo владеет 95,47 % акционерного капитала Aventis. Ранее в 2004 Sanofi-Synthélabo предложила €47,8 млрд за Aventis, но это предложение было отвергнуто. Трёхмесячное сопротивление закончилось, когда Sanofi-Synthélabo повысило сумму до €54,5 млрд. Вмешательство французского правительства также играло активную роль. Французское правительство оказало давление на Sanofi-Synthélabo, поспособствовав повышению цены за Aventis, после того как стало известно, что компания Novartis также намерена сделать предложение.
С апреля по конец июня 2018 года Sanofi вела переговоры по продаже чешского дженерикового подразделения Zentiva компании Advent. 30 сентября 2018 года договор по продаже вступил в силу. Сумма сделки составила €1,9 млрд. В пресс-службе Sanofi заявили, что продажа Zentiva являлась частью стратегии по оптимизации структуры компании.
В мае 2020 Regeneron объявил о своём намерении выкупить около 5 млрд долларов акций, проводимых непосредственно Sanofi.
Компания согласилась производить 60 миллионов доз вакцины против коронавируса для правительства Соединённого Королевства в июле 2020 года. Sanofi также договорилась с США о сделке в 2,1 миллиарда долларов на 100 миллионов доз.
Компания расширялась за счёт поглощений, наиболее крупными из которых были:
- Zentiva — поглощена в 2008 году за €1,8 млрд; чешский производитель дженериков[13]. В сентябре 2018 года продана компании Advent International[10];
- Shantha Biotechnics — поглощена в 2009 году за €550 млн; индийский производитель вакцин[14];
- Chattem[англ.] — поглощена в 2009 году за $1,9 млрд; американский производитель безрецептурных лекарств и косметики[15]
- Medley Pharmaceuticals Ltd. — поглощена в 2010 году за €500 млн; бразильская фармацевтическая компания[16];
- Genzyme[англ.] — поглощена в 2011 году за $20,1 млрд; американская биотехнологическая компания[17];
- Globalpharma — в 2014 году куплено 66 % акций; расположенный в Дубае производитель дженериков[18].
- Bioverativ — в 2018 году Sanofi приобретает разработчика средств для лечения гемофилии за 11,6 млрд долларов[19].
- Principia Biopharma — в августе 2020 года Sanofi объявила о том, что приобретает компанию за 3,7 млрд долларов США, приобретая её программу BTK ингибитор[20].
- Tidal Therapeutics — в апреле 2021 года, Sanofi объявила о приобретении компании за 470 млн долларов[21].

В апреле 2025 года Sanofi объявила о продаже подразделения безрецептурных лекарств Opella за 10 млрд евро. В начале июня 2025 года было достигнуто соглашение о покупке компании Blueprint Medicines за 9,1 млрд долларов; она базировалась в Массачусетсе и специализировалась на препаратах для лечения редких иммунологических заболеваний.

## Собственники и руководство
Акционеры компании по состоянию на конец 2021 года:
- L’Oreal — 9,36 %,
- BlackRock — 7,04 %,
- сотрудники компании — 1,85 %,
- казначейские акции — 1,19 %.

До того как французский фармацевтический производитель приобрёл своего более крупного конкурента Aventis, компании L’Oreal и Total являлись крупнейшими акционерами Sanofi-Synthelabo.
- Серж Вайнберг (Serge Weinberg, род. 10 февраля 1951 года) — независимый председатель правления с 2 апреля 2015 года; в компании с 2009 года; также основатель и председатель правления инвестиционной компании Weinberg Capital Partners.
- Пол Хадсон (Paul Hudson, род. 14 октября 1968 года) — главный исполнительный директор с 1 сентября 2019 года; до этого три года занимал такой же пост в Novartis[23].

## Деятельность
Основные подразделения компании Sanofi по состоянию на 2021 год:
- Фармацевтика — производство лекарственных препаратов; выручка 26,97 млрд евро;
- Вакцины (Sanofi Pasteur) — производство вакцин; выручка 6,32 млрд евро;
- Consumer Healthcare — производство безрецептурных лекарств (анальгетиков, противоаллергических, для улучшения пищеварения); выручка 4,47 млрд евро.

Также компания Sanofi является основателем нескольких фондов:
- Aventis Foundation[25] — благотворительная деятельность в сфере искусств, общественной жизни, науки
- Fondation Sanofi-Espoir[26] — благотворительная деятельность в сфере здравоохранения в развивающихся странах
- Patient Assistance Foundation[27] — благотворительная программа для жителей США, не имеющих финансовой возможности в приобретении лекарственных препаратов

### География деятельности
Основные производственные мощности находятся во Франции, Германии, США, Бельгии, Ирландии, Венгрии, Турции, Бразилии, Италии, Мексике, Индии и Канаде. У компании 8 научно-исследовательских лабораторий в США, 5 во Франции, 3 в Китае, по одной в Германии, Бельгии, Нидерландах и Канаде.
Основными регионами деятельности по обороту в 2021 году являются:
- Северная Америка — 15,1 млрд евро;
  - США — €14,4 млрд;
- Европа — 9,8 млрд евро;
  - Франция — 2,26 млрд евро;
- Прочие страны — 12,9 млрд евро;
  - Китай — 2,72 млрд евро;
  - Япония — 1,66 млрд евро;
  - Бразилия — 0,82 млрд евро;
  - Россия — 0,58 млрд евро.

|                     | 2004   | 2005  | 2006  | 2007  | 2008  | 2009  | 2010  | 2011  | 2012  | 2013  | 2014  | 2015  | 2016  | 2017  | 2018  | 2019  | 2020  | 2021  |
| ------------------- | ------ | ----- | ----- | ----- | ----- | ----- | ----- | ----- | ----- | ----- | ----- | ----- | ----- | ----- | ----- | ----- | ----- | ----- |
| Оборот              | 14,87  | 27,31 | 28,37 | 28,05 | 27,57 | 29,31 | 30,38 | 33,39 | 34,95 | 30,97 | 31,69 | 34,54 | 33,82 | 35,07 | 35,68 | 37,63 | 37,37 | 39,18 |
| Чистая прибыль      | -3,665 | 2,202 | 4,006 | 5,263 | 3,851 | 5,265 | 5,467 | 5,646 | 4,888 | 3,716 | 4,390 | 4,287 | 4,800 | 8,416 | 4,306 | 2,754 | 12,29 | 6,223 |
| Активы              | 82,85  | 86,24 | 77,76 | 71,91 | 71,99 | 80,25 | 85,26 | 100,7 | 100,4 | 96,06 | 97,39 | 102,3 | 104,7 | 99,81 | 111,4 | 112,6 | 114,4 | 120,2 |
| Собственный капитал | 41,63  | 46,40 | 45,60 | 44,54 | 44,87 | 48,32 | 53,10 | 56,19 | 57,35 | 56,9  | 56,12 | 58,05 | 57,72 | 58,07 | 58,88 | 59,06 | 63,25 | 69,03 |

Примечание. В 2004—2011 годах — Sanofi-Aventis.

### Лекарственные препараты
Наибольшие продажи в 2021 году имели следующие препараты:
- Дупиксент (дупилумаб, Dupixent) — атопический дерматит, бронхиальная астма, 5,25 млрд евро;
- Лантус (Lantus) — аналог инсулина, 2,49 млрд евро;
- Аубагио (терифлуномид, Aubagio) — рассеянный склероз, 1,96 млрд евро;
- Ловенокс (эноксапарин натрия, Lovenox) — тромбоз и тромбоэмболия, 1,49 млрд евро;
- Майозайм (Myozyme) — болезнь Помпе, 1,00 млрд евро;
- Туджео (Toujeo) — аналог инсулина, 0,97 млрд евро;
- Плавикс (клопидогрел, Plavix) — инфаркт и инсульт, 0,93 млрд евро.

Одними из наиболее известных препаратов Sanofi в России являются Эссенциале, Амарил (Глимепирид), Арава (Лефлуномид), Граноцит (Ленограстим), Дальфаз (Альфузонин), Клексан (Эноксапарин), Кордарон (Амиодарон), Локрен (Бетаксолол), Но-шпа (Дротаверин), Плавикс (Клопидогрел), Ровамицин (Спирамицин), Солиан (Амисульприд), Софрадекс (фрамицетина сульфат, грамицидин, дексаметазон), Таваник (Левофлоксацин), Таксотер (Доцетаксел), Телфаст (Фексофенадин), Трентал (Пентоксифиллин), Фестал (Панкреатин), Элоксатин (Оксалиплатин), Бронхикум (Растительный состав), Депакин (Вальпроевая кислота), Инсуман (Человеческие инсулины), Когитум (ацетиламиноянтарная кислота), Апидра (Инсулин глулизин), Ультракаин (Артикаин + Эпинефрин), Маалокс (Алгелдрат + Магния гидроксид), Лантус (Инсулин гларгин), Апровель (Ирбесартан) / КоАпровель (Ирбесартан + Гидрохлоротиазид), Шприц-ручка ОптиПен® Про1, Магне В6 (Магний-Пиридоксин), Лазолван (Амброксол), Лазолван фито (экстракт тимьяна).

### Вакцины
Вакцинальное подразделение компании Sanofi-Pasteur распространяет на российском рынке вакцины от следующих инфекций:холера, дифтерия, инфекция, вызванная Haemophilus influenzae тип b (ХИБ-инфекция), менингококковые инфекции, коклюш, пневмококковые инфекции, столбняк, туберкулёз, брюшной тиф, гепатит A, гепатит B, грипп, японский энцефалит, корь, паротит, полиомиелит, бешенство, краснуха, ветряная оспа, жёлтая лихорадка.

### Деятельность Sanofi-Aventis в России
В октябре 2009 года Sanofi-Aventis купил 74 процента акций производителя инсулина Биотон Восток. Данное предприятие, расположенное в Орле, получило название «Санофи-Авентис Восток» и специализируется на выпуске инсулинов.

## Дочерние компании
Основные дочерние компании по состоянию на 2021 год:
- Aventis Inc. (США)
- Genzyme Corporation (США)
- Genzyme Europe B.V. (Нидерланды)
- Hoechst GmbH (Германия)
- Sanofi-Aventis Deutschland GmbH (Германия)
- Sanofi-Aventis Participations SAS (Франция)
- Sanofi-Aventis Singapore Pte Ltd (Сингапур)
- Sanofi Biotechnology (Франция)
- Sanofi Foreign Participations B.V. (Нидерланды)
- Sanofi Winthrop Industrie (Франция)
- Sanofi Pasteur Inc. (США)
- Blueprint Medicines Corporation (США)[33]